# Deutsche Gesellschaft für Verbandsmanagement
Die Deutsche Gesellschaft für Verbandsmanagement e. V. (DGVM) fungiert als Querschnittsorganisation für hauptamtlich geführte Verbände in Deutschland. Sie hat ihren Sitz in Bonn. Präsident ist Peter Hahn.

## Geschichte und Zweck
Die DGVM wurde im August 1996 von Verbandsgeschäftsführern verschiedener Verbände als Verband für Verbände gegründet. Die DGVM ist ein klassischer Dachverband.
Zweck der DGVM ist es, die Darstellung der Bedeutung von Interessen- und Berufsverbänden in offenen Gesellschaften auf allen Ebenen zu fördern. Die DGVM versteht sich als Zusammenschluss von Führungskräften in Verbänden und anderen nichtstaatlichen Organisationen, soweit diese auf nichtgewerblicher Grundlage tätig sind.
Die DGVM verfolgt insbesondere folgende Ziele:
1. Erforschung der Rolle und des Funktionswandels von Verbänden in Deutschland und anderen Staaten;
2. Verbesserung der Effizienz von Verbänden und des Verbandsmanagements;
3. Verbesserung der gesetzlichen und steuerlichen Rahmenbedingungen für Verbände;
4. Öffentlichkeitsarbeit für Verbände als unverzichtbare Institutionen im demokratischen Interessenausgleich und Meinungsbildungsprozess;
5. Dialog mit den einschlägigen Wissenschaftsdisziplinen, (z. B. Politik-, Sozial-, Verwaltungs- und Wirtschaftswissenschaften) und Anregung oder Förderung von verbändewissenschaftlichen Forschungsvorhaben;
6. Informationsvermittlung zwischen Verbänden und für Verbände unter besonderer Berücksichtigung moderner Management- und Public-Relations-Methoden;
7. Kontakte zu den politischen Institutionen und zu vergleichbaren Organisationen im Ausland herstellen und pflegen.

Die DGVM vertritt als Berufsverband die Interessen der Führungskräfte in Verbänden und anderen nichtstaatlichen Interessenvertretungen.

## Mitglieder
Mit Stand Mai 2016 gehören der DGVM über 330 Verbände an. Die Mitgliederstruktur umfasst alle Arten hauptamtlich geführter Verbände wie Berufsverbände, Wirtschaftsverbände, Interessenverbände, Sozialverbände, Wohlfahrtsverbände, Sportverbände, Innungen und Kammern. Die DGVM-Mitgliedsverbände vertreten die Interessen von über zwei Millionen Mitgliedern.

## Vorstand
Der Gesamtvorstand wird dreijährlich durch die Mitgliederversammlung gewählt. Dem derzeit amtierenden Vorstand gehören an:
- Peter Hahn, Präsident der DGVM
- Christine Sudhop, 1. Stellvertreterin
- Winfried Eggers, 2. Stellvertreter
- Ralph Appel (Direktor und geschäftsführendes Mitglied des Präsidiums des VDI, Verein Deutscher Ingenieure)
- Torben Leif Brodersen (Geschäftsführer Deutscher Franchise-Verband e. V.)
- Armin Juncker (Geschäftsführer Verband Deutscher Großbäckereien)
- Dirk Swinke (Landesgeschäftsführer SoVD Sozialverband Deutschland – Landesverband Niedersachsen e. V.)
- Hans-Joachim Mürau, Ehrenpräsident der DGVM

## Informations- und Weiterbildungsangebote
Die DGVM initiierte verschiedene Informations- und Weiterbildungsangebote, deren Träger sie ist bzw. deren Ausrichtung sie übernimmt:
- Deutscher Verbändekongress

Die DGVM ist seit 1997 ideeller Träger des Deutschen Verbändekongresses, an dem die Führungskräfte hauptamtlich geführter Verbände teilnehmen.
- Deutsches Verbände Forum – verbaende.com

Der Verband ist Kooperationspartnerin des Deutschen Verbände Forums. Das Forum ist die Internetplattform der deutschen Verbände.
- Kölner Verbände Seminare

Die DGVM kooperiert mit den Kölner Verbände Seminaren um speziell auf die Belange von Verbandsführungskräften zugeschnittene Weiterbildungsangebote zu ermöglichen.
- Verbändereport – der Fachinformationsdienst für die Führungskräfte der Verbände

Der Verbändereport ist das offizielle Organ der DGVM und der Fachinformationsdienst für die Führungskräfte der Verbände.
- DGVM-Akademie

Der Intensivlehrgang widmet sich der Aus- und Weiterbildung der Nachwuchs-Führungskräfte von Verbänden.
- DGVM Innovation Award: Verband des Jahres

Der DGVM Innovation Award wird regelmäßig an einen hauptamtlich geführten Verband für herausragende Leistungen auf dem Gebiete des Verbandsmanagements, der Interessenvertretung und des Mitgliedermarketings verliehen.
- DGVM ZERT

DGVM ZERT ist ein Qualitätsmanagement- und Zertifizierungssystem speziell für Verbände und Organisationen. Es orientiert sich an den Anforderungen der internationalen Normenreihe ISO 9001ff, die von QMS Experten unter besonderer Berücksichtigung verbandlicher Anforderungen zum Regelwerk des DGVM ZERT fortentwickelt wurde.